# Tonny Albert Springer

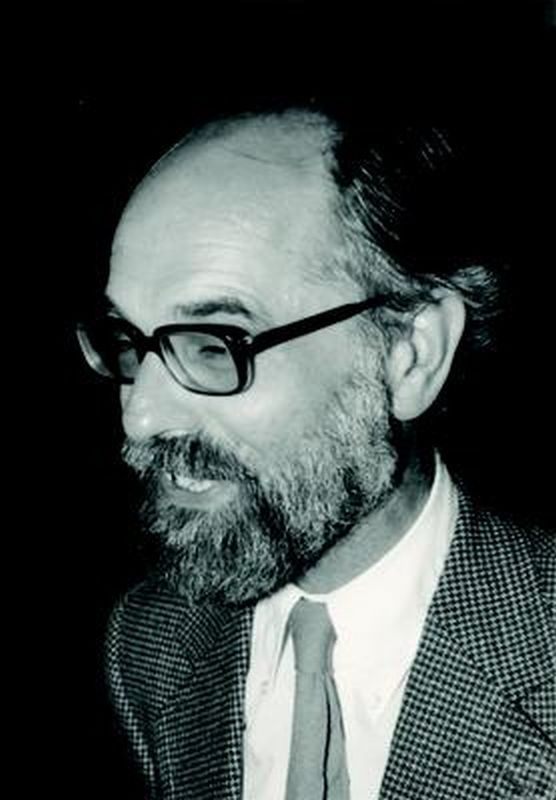
Tonny Springer 1973 in Erlangen

Tonny Albert Springer, häufig als T. A. Springer zitiert (* 13. Februar 1926 in Den Haag; † 7. Dezember 2011 in Zeist), war ein niederländischer Mathematiker, der sich mit Algebra beschäftigte.

## Leben
Springer studierte ab 1945 an der Universität Leiden, wo er 1951 bei Hendrik Kloosterman promovierte (Über symplektische Transformationen). Als Post-Doc war er 1951/52 an der Universität Nancy und danach wieder an der Universität Leiden und ab 1955 an der Universität Utrecht, wo er 1959 eine volle Professur erhielt. 1991 wurde er emeritiert. Er war unter anderem Gastwissenschaftler an der Universität Göttingen (1963), am Institute for Advanced Study (1961/62, 1969, 1983), am IHES (1964, 1973, 1975, 1983), am Tata Institute of Fundamental Research (1968, 1980), an der UCLA (1965/66), der Australian National University und der Universität Sidney, der Universität Rom Tor Vergata, der Universität Basel, dem Erwin Schrödinger Institut in Wien und der Universität Paris VI.
Springer befasste sich insbesondere mit linearen algebraischen Gruppen, wo Springer-Darstellungen der Weyl-Gruppe nach ihm benannt sind.
Er war seit 1964 Mitglied der Königlich Niederländischen Akademie der Wissenschaften. 1962 hielt er einen Vortrag auf dem Internationalen Mathematikerkongress in Stockholm (Twisted composition algebras) und 2006 war er Invited Speaker auf dem ICM in Madrid (Some results on compactifications of semisimple groups). 1989 wurde er zum Mitglied der Academia Europaea gewählt.
Zu seinen Doktoranden zählen Arjeh Cohen und Gerrit van Dijk.

## Schriften
- Jordan Algebras and Algebraic Groups, Springer, Classics in Mathematics,  1998
- mit Ferdinand D. Veldkamp: Octonions, Jordan Algebras, and Exceptional Groups, Springer Monographs in Mathematics, 2000
- Linear algebraic groups, Birkhäuser 1998, 2009
- Invariant theory, Springer, Lecture Notes in Mathematics Bd. 585, 1977